# Рожер (князь Салерно)
Рожер Салернський (пом. 28 червня 1119) — регент Антіохійського князівства від 1112 до 1119 року. Він був сином Річарда і 2-м двоюрідним братом Танкреда Тарентського, обидва були учасниками Першого хрестового походу. Рожер Салернський став регентом Антіохії, коли Танкред помер у 1112 р.

## Біографія
У грудні 1112 Танкред помер від тифу, доручивши Рожеру оборону Антіохії. Прийнявши регентство, Рожер відразу ж зіткнувся з необхідністю відбивати набіги мусульман на межі князівства. Навесні 1113 велика сарацинська армія під проводом Атабека Мавдуда, виступивши з Мосула, розбила воїнів Балдуїна II Єрусалимського при Тіверіаді і рушила на північ. Зібравши військо і об'єднавшись з Понсом Тріполійським, Рожер прийшов королю на допомогу. Союзна християнська армія виглядала настільки переконливо, що Мавдуд не наважився атакувати її і відступив.
Між мусульманськими правителями в той час були великі розбіжності, і багато з них серйозно побоювалися зміцнення влади мосульських Атабеків. Рожер, непоганий політик, скористався цим для того, щоб укласти союз з сарацинами проти нового Атабеків Бурзука. У 1114 р. до Апамеї, що належала регенту Антіохії, підійшли війська колишніх ворогів хрестоносців — правителя Дамаска Тугтекіна, еміра Алеппо Бадр аль-Діна Лулу і артукідского полководця Ільгазі. Пізніше до союзної армії приєдналися загони Балдуїна Єрусалимського і Понса Тріполійского. Сарацинам і хрестоносцям вдалося перейти в наступ і змусити Бурзука відійти на схід, однак після цього успіху турецькі правителі віддалилися у свої фортеці, і Рожер виявився змушений оборонятися від нових набігів противника поодинці.

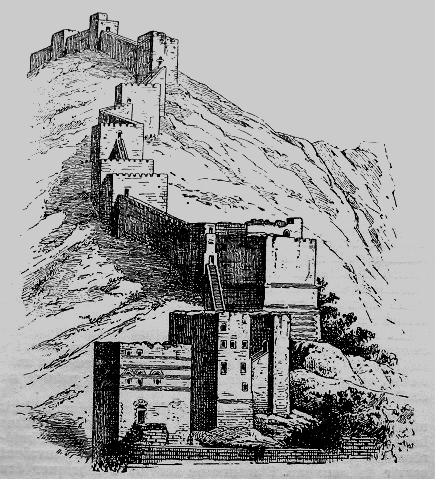
Зміцнення Антіохії під час Хрестових походів

Бурзук планував атакувати Антіохію і намагався відвернути Рожера хитромудрими маневрами. Однак завдяки розвідникам антіохійський регент дізнався про наміри Атабеков і наказав своїм військам рушити назустріч ворогові. 14 вересня 1115 року сельджуки, що не очікували нападу, були розгромлені Антіохійськими і Едесськими лицарями в битві при Тель-Даніфе. Ця блискуча перемога поставила хрест на планах Бурзука по завоюванню Сирії.
Рожер привласнив велику частину земель, захоплених у ході кампанії проти Мосула, і суттєво розширив межі Антіохійського князівства. Його успіх настрашив мусульман Алеппо та Дамаску, які колись були його союзниками, і вони знову почали військові дії проти норманів. Однак емірат Алеппо перебував у стані політичної кризи — його правитель Бадр аль-Дін Лулу не користувався підтримкою населення і врешті-решт був убитий власними охоронцями, а захопив владу після його загибелі євнух Ярукташ, що залучився до виснажливої війни з сусідами. Користуючись цим, Рожер очолив експедицію проти емірату, взяв кілька міст і фортець і пограбував передмістя Алеппо. Він зажадав надати своїм лицарям право супроводжувати мусульманські каравани з Алеппо в Мекку і дозволити їм стягувати мито за прохід паломників за християнськими землями. Більш того, Рожер змусив правителя емірату принести йому васальну присягу — відтепер сарацини Алеппо зобов'язані були битися на стороні антіохійського князя проти одновірців.
Вимоги Рожера були занадто принизливими для мусульман Алеппо, і в травні 1117 року місто відкрило ворота сельджуцькому полководцю Ільгазі. Той негайно оголосив джихад проти Антіохії і почав збирати війська. Дочекавшись, коли Рожер із значним військом залишив свою столицю, Ільгазі наприкінці весни 1119 року виступив у похід і напав на християн неподалік від Сармад. 28 червня (деякі джерела називають іншу дату — 18 червня, однак це, ймовірно, помилка) дві армії зустрілися в битві, яка завершилася повною поразкою антіохійців. Втрати християн були настільки великі, що хроністи прозвали цей бій «Битвою на Кривавому полі». У бою загинув і Рожер, убитий ударом меча в обличчя. Оскільки він не залишив спадкоємців, регентом після його смерті став Балдуїн Єрусалимський.
1. 1 2  Lundy D. R. The Peerage